# Ptinus paulonotatus
Ptinus paulonotatus är en skalbaggsart som beskrevs av Maurice Pic 1904. Ptinus paulonotatus ingår i släktet Ptinus och familjen Ptinidae. Inga underarter finns listade i Catalogue of Life.